# Two Door Cinema Club
Two Door Cinema Club ist eine 2007 in Bangor und Donaghadee in Nordirland gegründete britische Indie-Rock-Band mit Elektropop-Einflüssen.

## Bandgeschichte
Alex Trimble und Sam Halliday, die sich schon aus Schulzeiten kannten, schlossen sich 2007 mit Kevin Baird zusammen und gründeten den Two Door Cinema Club. Die drei Studenten gaben ihr Studium auf, bekamen beim französischen Label Kitsuné einen Plattenvertrag und veröffentlichten 2009 ihr von den Kritikern gelobtes Debüt, die EP Four Words to Stand On.
Nachdem sie 2009 unter anderem beim Glastonbury Festival aufgetreten waren, wurden sie Ende des Jahres in die Nominierungsliste Sound of 2010, die BBC-Prognose für die vielversprechendsten Newcomer aufgenommen. Anfang März erschien ihr Debütalbum Tourist History, das Platz 24 der britischen Charts erreichte. Es wurde außerdem mit dem Choice Music Prize als bestes irisches Album des Jahres 2010 ausgezeichnet.
Im Jahr 2010 steuerte die Band mit dem Song I Can Talk einen Soundtrack für die Spiele FIFA 11 und NBA 2K11 bei. Im selben Jahr waren sie mit dem Song Undercover Martyn auch bei dem Spiel Gran Turismo 5 vertreten. 2012 folgte Sleep Alone für den Soundtrack von FIFA 13. Auch in FIFA 17 sind sie mit dem Song Are We Ready? Teil des Spiels.

## Diskografie

### Alben
| Jahr | Titel           | Höchstplatzierung, Gesamtwochen, AuszeichnungChartplatzierungen (Jahr, Titel, Platzierungen, Wochen, Auszeichnungen, Anmerkungen) | Höchstplatzierung, Gesamtwochen, AuszeichnungChartplatzierungen (Jahr, Titel, Platzierungen, Wochen, Auszeichnungen, Anmerkungen) | Höchstplatzierung, Gesamtwochen, AuszeichnungChartplatzierungen (Jahr, Titel, Platzierungen, Wochen, Auszeichnungen, Anmerkungen) | Höchstplatzierung, Gesamtwochen, AuszeichnungChartplatzierungen (Jahr, Titel, Platzierungen, Wochen, Auszeichnungen, Anmerkungen) | Höchstplatzierung, Gesamtwochen, AuszeichnungChartplatzierungen (Jahr, Titel, Platzierungen, Wochen, Auszeichnungen, Anmerkungen) | Anmerkungen                            |
| Jahr | Titel           | DE | AT | CH | UK | US | Anmerkungen                            |
| ---- | --------------- | --- | --- | --- | --- | --- | -------------------------------------- |
| 2010 | Tourist History | — | — | — | UK24 Platin · (55 Wo.)UK | — | Erstveröffentlichung: 17. Februar 2010 |
| 2012 | Beacon          | DE21 (2 Wo.)DE | AT30 (1 Wo.)AT | CH33 (3 Wo.)CH | UK2 Platin · (28 Wo.)UK | US17 (5 Wo.)US | Erstveröffentlichung: 31. August 2012  |
| 2016 | Gameshow        | DE67 (1 Wo.)DE | — | CH49 (1 Wo.)CH | UK5 (2 Wo.)UK | US79 (1 Wo.)US | Erstveröffentlichung: 14. Oktober 2016 |
| 2019 | False Alarm     | DE73 (1 Wo.)DE | — | CH69 (1 Wo.)CH | UK5 (2 Wo.)UK | — | Erstveröffentlichung: 21. Juni 2019    |

Weitere Alben
- 2022: Keep on Smiling

### EPs
- 2009: Four Words to Stand On
- 2011: Live in Sydney
- 2013: Changing of the Seasons

### Singles
| Jahr | Titel Album                             | Höchstplatzierung, Gesamtwochen, AuszeichnungChartplatzierungen (Jahr, Titel, Album, Platzierungen, Wochen, Auszeichnungen, Anmerkungen) | Höchstplatzierung, Gesamtwochen, AuszeichnungChartplatzierungen (Jahr, Titel, Album, Platzierungen, Wochen, Auszeichnungen, Anmerkungen) | Anmerkungen                                                   |
| Jahr | Titel Album                             | UK | US | Anmerkungen                                                   |
| ---- | --------------------------------------- | --- | --- | ------------------------------------------------------------- |
| 2009 | Something Good Can Work Tourist History | UK56 Platin · (8 Wo.)UK | — | Charteinstieg UK: 2011                                        |
| 2010 | Undercover Martyn Tourist History       | UK79 Platin · (2 Wo.)UK | — | Erstveröffentlichung: 15. Februar 2010 Charteinstieg UK: 2011 |
| 2011 | What You Know Tourist History           | UK64 ×3Dreifachplatin · (5 Wo.)UK | US— GoldUS | Erstveröffentlichung: 19. September 2011                      |
| 2012 | Sleep Alone Beacon                      | UK79 Silber · (1 Wo.)UK | — | Erstveröffentlichung: 30. Juli 2012                           |
| 2012 | Sun Beacon                              | UK66 Silber · (3 Wo.)UK | — | Erstveröffentlichung: 24. September 2012                      |
| 2013 | Changing of the Seasons Beacon          | UK33 Silber · (3 Wo.)UK | — | Erstveröffentlichung: 16. September 2013                      |

Weitere Singles
- 2009: I Can Talk (UK: Silber)
- 2010: Eat That Up, It’s Good for You
- 2010: Come Back Home
- 2013: Next Year
- 2013: Handshake
- 2013: Changing of the Seasons
- 2016: Are We Ready? (Wreck) (UK: Silber)
- 2016: Bad Decisions (UK: Silber)
- 2016: Gameshow
- 2016: Ordinary
- 2017: Lavender
- 2022: Wonderful Life
- 2022: Lucky

## Auszeichnungen für Musikverkäufe
| Goldene Schallplatte - Italien - 2024: für die Single What You Know - Neuseeland - 2025: für das Album Tourist History | Platin-Schallplatte - Neuseeland - 2022: für die Single What You Know - Spanien - 2024: für die Single What You Know |

Anmerkung: Auszeichnungen in Ländern aus den Charttabellen bzw. Chartboxen sind in ebendiesen zu finden.
| Land/RegionAuszeichnungen für Musikverkäufe (Land/Region, Auszeichnungen, Verkäufe, Quellen) | Silber     | Gold     | Platin     | Verkäufe  | Quellen              |
| -------------------------------------------------------------------------------------------- | ---------- | -------- | ---------- | --------- | -------------------- |
| Italien (FIMI)                                                                               | —          | Gold1    | —          | 50.000    | fimi.it              |
| Neuseeland (RMNZ)                                                                            | —          | Gold1    | Platin1    | 37.500    | radioscope.co.nz NZ2 |
| Spanien (Promusicae)                                                                         | —          | —        | Platin1    | 60.000    | elportaldemusica.es  |
| Vereinigte Staaten (RIAA)                                                                    | —          | Gold1    | —          | 500.000   | riaa.com             |
| Vereinigtes Königreich (BPI)                                                                 | 6× Silber6 | —        | 7× Platin7 | 4.800.000 | bpi.co.uk            |
| Insgesamt                                                                                    | 6× Silber6 | 3× Gold3 | 9× Platin9 |           |                      |